# Militäreisenbahn Russarö
| Militäreisenbahn Russarö                                | Militäreisenbahn Russarö |
| ------------------------------------------------------- | ------------------------ |
| Karte der Militäreisenbahn auf der Insel Russarö (1928) |                          |
| Spurweite:                                              | 600 mm (Schmalspur)      |
|                                                         |                          |

Die Militäreisenbahn Russarö auf der südfinnischen Insel Russarö wurde 1914 vom kaiserlich russischen Militär errichtet. Es handelte sich dabei um eine Feldbahn mit einer Spurweite von 600 mm. Die unbewohnte Insel mit einer Fläche von etwa 80 ha gehört zum Verwaltungsgebiet der Stadt Hanko.

## Geschichte
Auf der Insel Russarö entstand 1914 eine Festung des kaiserlich russischen Militärs, die zur Versorgung der einzelnen Abschnitte mit einer Feldbahn ausgestattet wurde. Das Großfürstentum Finnland war damals ein Teil des Russischen Imperiums.
In der Gebäudeliste auf der Landkarte von 1928 ist der Lokschuppen mit Nr. 17 gekennzeichnet. Er befindet sich links am Ende eines langen Abstellgleises. Der Munitionstransport erfolgte hauptsächlich auf dem Gleis vom Hafen (oben auf der Karte) zu den eingezeichneten Munitionsdepots. Die Bahnstrecke war im Zweiten Weltkrieg noch in Betrieb.
Der Stern unten wurde später zur Karte hinzugefügt und markiert den Standort des Leuchtturms.
Die Küstenbatterie von Hanko, die auf der Insel bestand, wurde als unabhängige Einheit am 1. Juli 1998 aufgelöst Die Wehrpflichtausbildung in Russarö endete im Jahr 2004. Die Festung dient noch immer als Ausbildungs- und Trainingsgelände für die Verteidigungskräfte. Auf den von Hanko aus organisierten Sommerkreuzfahrten ist es für Zivilisten möglich, die Festungsinsel und in begrenztem Umfang ihre alten Waffensysteme kennenzulernen.

## Denkmal
Am Wochenende vom 26. bis 28. Juli 2013 wurde auf der Insel vor Hanko ein Denkmal eingeweiht, das als südlichstes finnisches Eisenbahndenkmal bezeichnet wird. Als Erinnerung an die 600-mm-Schmalspurbahn wurde an der Ecke der Militärunterkunft ein drei Meter langes Gleis errichtet und ein in der Festung der Insel Mäkiluoto gefundener Güterwagen aufgestellt.
Neben dem Eisenbahndenkmal sind auch Relikte aus der Festungszeit vorhanden, darunter eine 234/50 Be (eine Seekanone mit einem Kaliber von 234 Millimetern von Bethlehem Steel), ein Kanonenersatzrohr, die Halterung, zwei Granaten und dazwischen eine Gedenktafel. Ursprünglich gab es sechs dieser Kanonen auf der Insel, zwei davon sind noch heute als Museumsstücke erhalten. Die Kanonen wurden 1914 hergestellt, 1915 geliefert und 1917 in Betrieb genommen. Nach der Seeschlacht bei Tsushima, die an Japan verloren ging, hatte Russland Eile, zum Schutz der Hauptstadt St. Petersburg eine Befestigungskette namens Seefestung Imperator Peter der Große zu errichten. Da die eigenen Kanonenfabriken nicht in der Lage waren, genügend Kanonen zu liefern, ließ der Zar diese in Amerika zu kaufen. Die Kanonen waren von Chile bestellt, aber offenbar storniert worden. Diese 14 Kanonen kaufte Russland, sechs davon wurden auf Russarö aufgestellt.